# Volta ao Algarve
A Volta ao Algarve (oficialmente: Volta ao Algarve em Bicicleta) é uma competição de ciclismo por etapas que se disputa na zona do Algarve, em Portugal, em meados do mês de fevereiro (até 2000 em meados do mês de março).
Celebra-se desde 1960 com um parêntese desde 1962 até 1976, quando a prova se recuperou e começou a se disputar anualmente. Desde a criação dos Circuitos Continentais da UCI em 2005 faz parte do UCI Europe Tour, dentro da categoria 2.1 (anteriormente foi subindo progressivamente da 2.5 à 2.3).
Desde 1998 consta de cinco etapas, menos a edição do 2013 que contou com quatro devido a problemas económicos.
A prova não tinha especial interesse no mundo ciclista, mas nos últimos anos tem tomado uma relativa importância, já que muitos ciclistas correm para preparar as clássicas de Primavera, mostra disso são alguns dos seus ganhadores: célebres ciclistas como Alberto Contador, Alex Zülle, Floyd Landis, Melchor Mauri, Stijn Devolder ou Alessandro Petacchi. Inclusive tem conseguido ter melhor participação que a Volta a Portugal e que muitas das corridas de igual categoria da Espanha.
O corredor que mais vezes se impôs é o português Belmiro Silva, com três.
O primeiro vencedor foi José Manuel Marques das Águias de Alpiarça na edição de 1060, com a mesma equipa que viria a ganhar no ano seguinte, desta vez através de António Pisco. Foi preciso esperar até 1977 para a 3ª edição da prova, mas daí em diante, a prova decorreu todos os anos. (Porém em "Cycling Archives" consta que em 1963 venceu Azevedo Maia do FC Porto, ou seja, segundo está naqueles arquivos internacionais, subentende-se que também em 1963 houve edição da Volta ao Algarve)

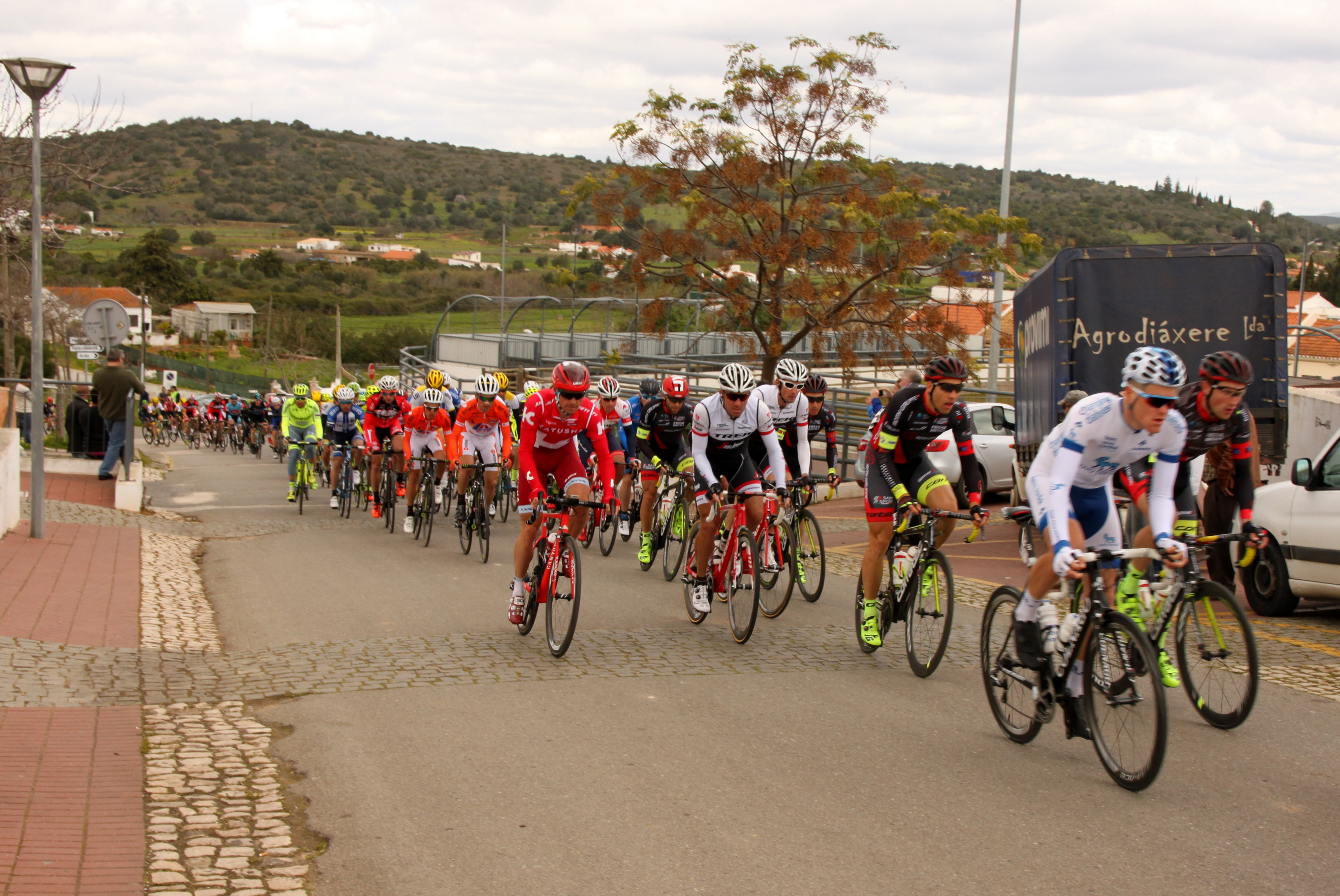
Ciclistas na Volta ao Algarve (2016)

A prova teve um vencedor português pelo menos 24 vezes, entre eles Joaquim Gomes, Vítor Gamito, Cândido Barbosa e Hugo Sabido. Nas restantes em vezes que a prova foi ganha por estrangeiros, destacam-se os nomes de Tony Martin, Michal Kwiatkowski, Alberto Contador e Geraint Thomas. Os pontos altos da prova aconteceram em 2004, quando Lance Armstrong, na preparação para a sua 6ª vitória no Tour de France, disputou a corrida, terminando no 5º lugar, e em 2009 e 2010 com as vitórias de Alberto Contador.
A prova ficou marcada em 1984, desta vez pela negativa, com a queda de Joaquim Agostinho na 5.ª etapa, que dias depois após ser operado e permanecer em coma morreria.

## Etapas importantes

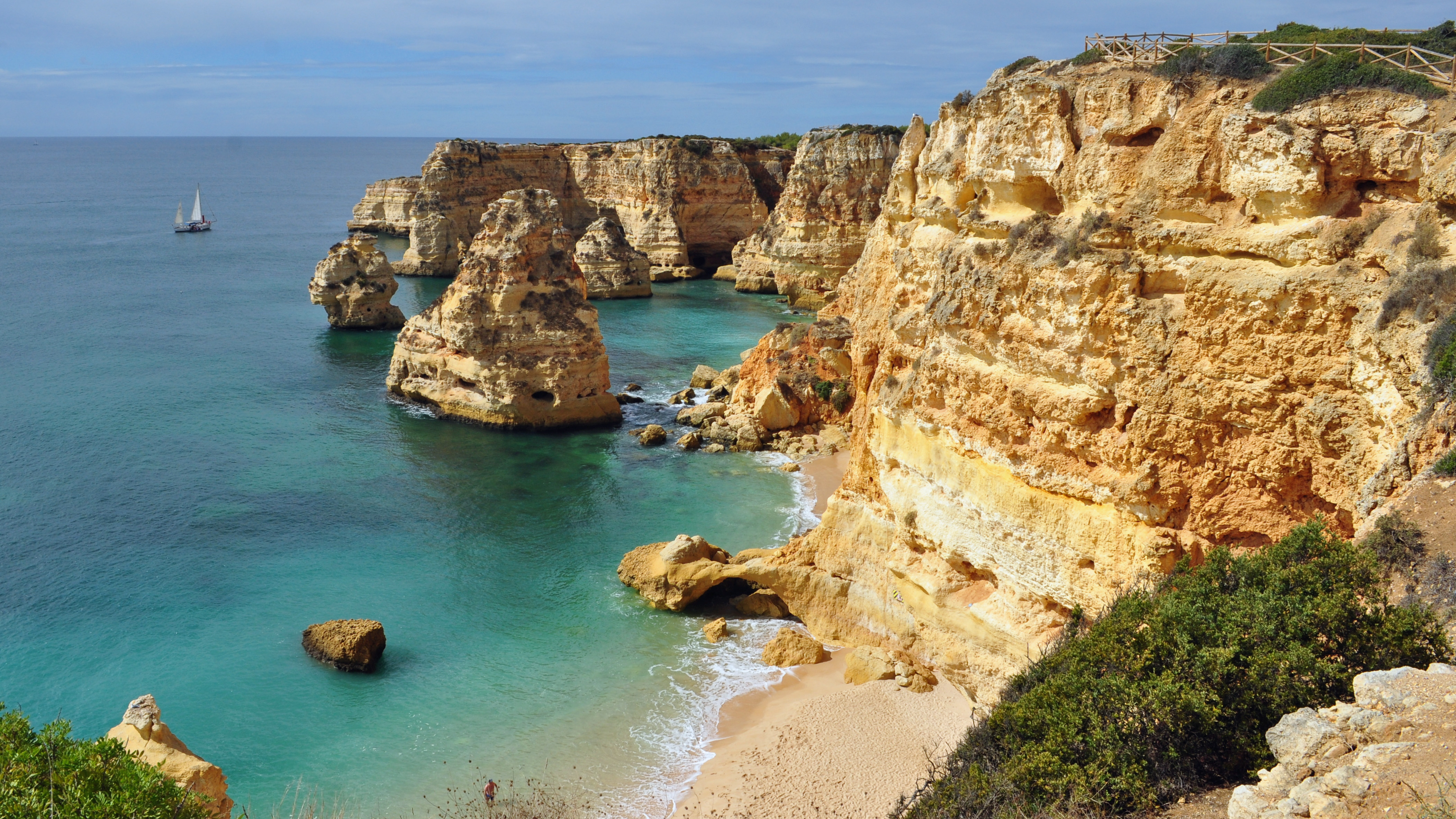
A emblemática Praia da Marinha, em Lagoa, perto de um dos locais de passagem da Volta ao Algarve

A subida ao alto Fóia, na Serra de Monchique, é a subida mais complicada da Volta ao Algarve. Com os seus 739 m de altitude, é sempre uma das grandes etapas da corrida.
A passagem na zona da Caramujeira, muito perto da internacionalmente famosa Praia da Marinha e do icónico Algar de Benagil, constitui também um dos momentos mais belos da Volta ao Algarve, sobretudo devido à enorme beleza costeira do concelho de Algarve.

## Palmarés
| Ano                              | Vencedor                | Segundo                  | Terceiro                    |
| -------------------------------- | ----------------------- | ------------------------ | --------------------------- |
| 1960                             | José Manuel Marques     |                          |                             |
| 1961                             | António Pisco           | José Manuel Marques      | Vitor Tenazinho             |
| 1962-1976 edições não realizadas |                         |                          |                             |
| 1977                             | Belmiro Silva           | Adelino Teixeira         | João Marta                  |
| 1978                             | Joaquim Adrego Andrade  | Fernando Mendes          | Adelino Teixeira            |
| 1979                             | Firmino Bernardino      | Joaquim Adrego Andrade   | Adelino Teixeira            |
| 1980                             | Firmino Bernardino      | Luís Vargues             | Alexandre Ruas              |
| 1981                             | Belmiro Silva           | Adelino Teixeira         | Luís Vargues                |
| 1982                             | Alexandre Ruas          | Fernando Fernandes       | Marco Chagas                |
| 1983                             | Adelino Teixeira        | Belmiro Silva            | Eduardo Correia Resende     |
| 1984                             | Belmiro Silva           | Benedicto Ferreira       | Manuel Cunha                |
| 1985                             | Eduardo Correia Resende | Marco Chagas             | Belmiro Silva               |
| 1986                             | Manuel Cunha            | Marco Chagas             | António Pinto               |
| 1987                             | Manuel Cunha            | António Pinto            | Joaquim Salgado             |
| 1988                             | Joaquim Gomes           | Marco Chagas             | Joaquim Salgado             |
| 1989                             | Fernando Carvalho       | Marco Chagas             | Manuel Zeferino             |
| 1990                             | Fernando Carvalho       | Delmino Pereira          | Manuel Cunha                |
| 1991                             | Joaquim Adrego Andrade  | Joaquim Gomes            | Manuel Correia              |
| 1992                             | Joaquim Gomes           | Manuel Luis Abreu Campos | Dariusz Bigos               |
| 1993                             | Cássio Freitas          | Fernando Carvalho        | Juan Carlos Martín Martínez |
| 1994                             | Vítor Gamito            | Cândido Barbosa          | Federico Muñoz              |
| 1995                             | Cássio Freitas          | Remigijus Lupeikis       | Joaquim Adrego Andrade      |
| 1996                             | Alberto Amaral          | Jesús Blanco Villar      | Sérgio Rodrigues            |
| 1997                             | Cândido Barbosa         | Cássio Freitas           | Luís Miguel Sarreira        |
| 1998                             | Tomáš Konečný           | Grischa Niermann         | José Luis Rebollo           |
| 1999                             | Melcior Mauri           | Cândido Barbosa          | David Plaza                 |
| 2000                             | Alex Zülle              | José Azevedo             | Andrei Zintchenko           |
| 2001                             | Andrea Ferrigato        | José Azevedo             | Melcior Mauri               |
| 2002                             | Cândido Barbosa         | Alex Zülle               | George Hincapie             |
| 2003                             | Claus Moller            | Víctor Hugo Peña         | Pedro Cardoso               |
| 2004                             | Floyd Landis            | Víctor Hugo Peña         | Pedro Cardoso               |
| 2005                             | Hugo Sabido             | Stuart O'Grady           | José Luis Rubiera           |
| 2006                             | João Cabreira           | Gert Steegmans           | Robert Gesink               |
| 2007                             | Alessandro Petacchi     | René Haselbacher         | Tomas Vaitkus               |
| 2008                             | Stijn Devolder          | Sylvain Chavanel         | Tomas Vaitkus               |
| 2009                             | Alberto Contador        | Sylvain Chavanel         | Rubén Plaza                 |
| 2010                             | Alberto Contador        | Luis León Sánchez        | Tiago Machado               |
| 2011                             | Tony Martin             | Tejay van Garderen       | Lieuwe Westra               |
| 2012                             | Richie Porte            | Tony Martin              | Bradley Wiggins             |
| 2013                             | Tony Martin             | Michał Kwiatkowski       | Lieuwe Westra               |
| 2014                             | Michał Kwiatkowski      | Alberto Contador         | Rui Costa                   |
| 2015                             | Geraint Thomas          | Michał Kwiatkowski       | Tiago Machado               |
| 2016                             | Geraint Thomas          | Ion Izagirre             | Alberto Contador            |
| 2017                             | Primož Roglič           | Michał Kwiatkowski       | Tony Gallopin               |
| 2018                             | Michał Kwiatkowski      | Geraint Thomas           | Tejay van Garderen          |
| 2019                             | Tadej Pogačar           | Søren Kragh Andersen     | Wout Poels                  |
| 2020                             | Remco Evenepoel         | Maximilian Schachmann    | Miguel Ángel López          |
| 2021                             | João Rodrigues          | Ethan Hayter             | Kasper Asgreen              |
| 2022                             | Remco Evenepoel         | Brandon McNulty          | Daniel Felipe Martínez      |
| 2023                             | Daniel Felipe Martínez  | Filippo Ganna            | Ilan Van Wilder             |
| 2024                             | Remco Evenepoel         | Daniel Felipe Martínez   | Jan Tratnik                 |
| 2025                             | Jonas Vingegaard        | João Almeida             | Laurens De Plus             |

## Palmarés por países
Atualizado após edição de 2024
| País           | Vitórias |
| -------------- | -------- |
| Portugal       | 25       |
| Bélgica        | 4        |
| Espanha        | 3        |
| Brasil         | 2        |
| Itália         | 2        |
| Alemanha       | 2        |
| Reino Unido    | 2        |
| Polónia        | 2        |
| Eslovênia      | 2        |
| Dinamarca      | 1        |
| Chéquia        | 1        |
| Suíça          | 1        |
| Estados Unidos | 1        |
| Austrália      | 1        |
| Colômbia       | 1        |

## Estatísticas
- Gonçalo Amorim é o corredor que mais vezes  ganhou o prêmio da montanha, com três.
- Cândido Barbosa é o corredor que mais vezes ganhou a classificação por pontos.
- Cândido Barbosa ganhou as seis etapas (todas) da edição de 1997.